# Théano fille de Cissée
Pour les articles homonymes, voir Théano.
Dans la mythologie grecque, Théano (en grec ancien : Θεανώ / Theanô), fille de Cissée, est la sœur d'Hécube et la femme d'Anténor.
Homère fait d’elle la grande prêtresse d'Athéna à Troie. Lorsque Hécube et les femmes troyennes viennent implorer le secours de la déesse pendant la guerre de Troie, Théano place les offrandes sur les genoux d'Athéna, les accompagnant de prières qui sont rejetées.
Suivant une tradition mineure, c'est elle qui livre le Palladion aux Grecs.